# برج القرد
برج القرد أحد الأبراج الإثني عشر الصينية
إن المولودين ضمن التواريخ أدناه من برج القرد حسب من يعتقد بالأبراج الصينية:
- 2 شباط / فبراير 1908 - 21 كانون الثاني / يناير 1909 : القرد الأرضي
- 20 شباط / فبراير 1920 - 7 شباط / فبراير 1921 : القرد المعدني
- 6 شباط / فبراير 1932 - 25 كانون الثاني / يناير 1933 : القرد المائي
- 25 كانون الثاني / يناير 1944 - 12 شباط / فبراير 1945 : القرد الخشبي
- 12 شباط / فبراير 1956 - 30 كانون الثاني / يناير 1957 : القرد الناري
- 30 كانون الثاني / يناير 1968 - 16 شباط / فبراير 1969 : القرد الأرضي
- 16 شباط / فبراير 1980 - 4 شباط / فبراير 1981 : القرد المعدني
- 4 شباط / فبراير 1992 - 22 كانون الثاني / يناير 1993 : القرد المائي
- 22 كانون الثاني / يناير 2004 - 8 شباط / فبراير 2005 : القرد الخشبي
- 2016 - 2017 : القرد الناري
- 2028 - 2029 : القرد الأرضي

## برج القرد
الصفات الغالبة عليه: مرح وسريع البديهة والذكاء الشديد.يكون احمق في بعض التصرفات
الترتيب :9
اللون :الأبيض (رمز الطهارة والنضوج)
الكوكب :الشمس
البرج القمري :الاسد
حجر الحظ :الزمرد
الفصل :بداية الخريف
أفضل شريك:الديك
أسوأ شريك :الحصان

## الأنواع الخمسة للقرود
القرد المعدني - 1860, 1920, 1980
أنه قردُ القتال المستقل والمتطوّر والقوي، سَيكونُ عِنْدَهُ حافزاً متعذر الكبتَ للأمنِ الماليِ. قادر على خلق الاستثماراتِ الحكيمةِ، هذا النوعِ مِنْ القرود.
ثابتُ وسَيَكُونُ قادر على التَمَسُّك بمدّخراتِه إذ أنه لا يدخل في المغامراتِ الخطرةِ.
القرد المعدني متحمس وبرهاني في مشاعر ودّه. سَيكونُ عِنْدَهُ تطلّعاتَ عاليةَ وقَدْ يَبْدو مسرحي أو مفاجئ أحياناً في سلوكِه.
مميّزَ بحيويتة، كما أن القرد المعدني العاطفي يُمكنُ أَنْ يَكُونَ دافئَ وإيجابي ومقنع جداً. أنه مبدعُ ومحدّدَ بإتجاهِ ممتازِ.
في جانبه السلبي، القرد المعدني التحليلي يُمكنُ أَنْ يَكُونَ خجولَ وفخورَ جداً. ولائه وضيع وفقط لنفسه.
الشغول والعملي، يَتجنّبُ مساعدةً مِنْ الآخرين وسَيَكُونُ أكثر مِنْ قادر على الاعتناء بمصالحِه الخاصةِ.
القرد المائي - 1872, 1932, 1992
أنه القرد التعاوني لكن التخمينيَ. بالرغم مِنْ ظهوره الوقور والدنيويِ، يَأْخذُ هذا النوعِ مِنْ القردِ المخالفاتَ أسهلَ مِنْ القرودِ الأخرى.
سيكونُ سرّي بالرغم من أن الطبيعةِ الرحيمةِ ويُمكنُ أَنْ يَكُونَ حاذقَ وصبورَ في مسعى أهدافِه.
الماء بإشارتِه ِ تَمْنحُه إحساس عظيم. لَكنَّه سَيَعْرفُ أَنْ لا يَكُونَ مباشرِ أَو واضحِ في عرض نواياه. هو يُمْكِنُ أَنْ يَتساومَ مع النعمة وسَيَعْرفُ كَيفَ يَعْملُ حول الموانعِ بدلاً مِنْ تَضْييع وقتِه وطاقتِه في تسلقها أو تجاوزها.
القرد المائيَ سَيكونُ عِنْدَهُ ذوقاً وأصالةَ ؛ يُحفّزُ نفسه بالإضافة إلى الآخرين بطرقِه اللطيفةِ وأفكارِه وسوف يَلاقيِ مقاومةَ َ بسبب طريقِه المبدعِ. هو سَيُقدّمُ الأشياءَ في ضوئِهم المحتملِ الأفضلِ. عِنْدَهُ فَهْم حاد ومعرفة كبيرة وسَيَستعملُ هذه المعرفةِ لإنْجاز أعماله.
عندما يَكُونَ سلبيَ، القرد المائي يُمْكِنُ أَنْ يَعاني في معرفة الإتّجاه الصحيح. سيَتأرجحُ ويُصبحُ ً مراوغ وعصبي.
القرد الخشبي - 1884, 1944, 2004
الاتصالات الجيدة مَع الآخرين سَتَكُونُ ضرورية إلى هذا النوعِ مِنْ القرود. لَكنَّه سوف لَنْ يَحْبَّ التَدَخُّل في شؤونَ الغير إذا كان بالإمكان، ويَفتخرُ بنفسه ويَكُونَ قادر على إبْقاء بيتِه والحفاظ عليه.
بالرغم من أنّه شريف هذا القردِ سَيَكُونُ قلق ولَهُ روح رائدة قوية. هو مدرك لكُلّ شيءِ يَستمرُّ حوله وجداً متشوّق لمعرفة الاختراعات الجديدةِ أَو أنماطِ التَفْكير.
عنصر الخشبَ يَعطيه عقلَ حدسيَ وسَيَكُونُ قادر على معرفة سير الأحداثِ.
أنه يُفتّشُ بشكل ثابت بحثاً عن الأجوبةِ وسوف لَنْ يَأْخذَ النكساتَ بشكل هادئ.
بينما يَبقي معاييرَه الجديرة بالإعجابَ القرد الخشبي سَيُكافحُ بشكل ثابت لرَفْع نفسه فوق محطتِه الحاليةِ. أنه يَتطلّعُ دائماً وأَبَداً لما ليس لديه وغير راضي عن الذي عِنْدَهُ.
هذا الشخصِ داهيةِ ونادراً ما يبالغ أَو يعتمد على التخمينِ.
ستجده بعناية شديدة يُخفّفُ المعارضةَ تدريجياً.
القرد الناري - 1896, 1956, 2016
النشيط جداً والزعيم والمُبتكر. أنه صادقُ ومعبّر وواثق بنفسهُ مصمم بعواطفِه مهتم بالجنس الآخرِ جداً.
عنصر النارَ سَيُعيرُه حيويةَ عظيمةَ، وسَيكونُ عِنْدَهُ ميل للسَيْطَرَة.
سَيَمتلكُ خيال خصب ويَجِبُ أَنْ لا يَتْركَ أفكارَه تهرب معه. هو مخترعُ لكن لَيسَ حذرَ دائماً.
القرد الناري سَيكونُ عِنْدَهُ دافع قوي وثابت أنه سَيَكُونُ على قمةِ حقلِه المحترفِ.
تنافسيُ إلى النهايةِ وسَيَكُونُ غيور للغاية. إبداعه وُلد معه،
إنّ القرد الناري هو الأكثر عُنْفاً لكُلّ القرود. يَستمتعُ بأنْ يَكُونَ مسيطر تماما ويُمكنُ أَنْ يَكُونَ مجادل وعنيدَ ُ. أنه محظوظُ في المغامراتِ التخمينيةِ ويُمْكِنُ أَنْ يُفيّمَ الأخطارَ بشكل صحيح. لكن بالرغم مِنْ الوجهِ الجريئِ يَخفي هذا النوعِ مِنْ القرود شكوكَ سقيمةَ بأن الآخرون قَدْ يَخْدعونَه.
أمريكا ولدتَ في 1776 (سَنَة القرد الناري)
القرد الأرضِي - 1908, 1968, 2028
أنه قرد هادئ وموثوق.
يَطْلبُ الإعجابَ بشكل هادئ وتقديراً لمواهبِه وإذا لم يحصل على هذا الإعجاب يُمْكِنُ أَنْ يُعبّسَ ويُصبحَ وقح.
يُحتملُ أَنْ يَكُونَ مثقّفَ وسَيَكُونُ مولع بالدراسة أكاديمياً وإذا لم يحصل عليها أو على التعليم العالي ستجده قارئ نهم.
عموماً سَيَكُونُ صادق وبسيط وسيحصل على الامتيازات من خلال إتقانِه وولائِه إلى الواجبِ.
القرد الأرضي لَنْ يَكُونَ مولع بالتَسْلِية مالم تكن ضرورةُ، لَكنَّه سَيَكُونُ رحيم ومحبّ بصدق إلى أولئك هو يُهتمّْ بهم.
أقل أنانية ويُمْكِنُ أَنْ يُكرّسَ نفسه لصالح الآخرين.
سَيُفيّمُ سلامتَه ويُمكنُ أَنْ يَكُونَ حي الضمير.

## القرود حسب ساعات ميلادهم
ولد أثناء ساعاتِ الفأر- 11 مساءً - 1 صباحاً
الشخصية الفوّارة. لا شيء سَيَوقّف هذا الخليط. متمسك جداً بأمواله.
 ولد أثناء ساعاتِ الثورِ - 1 صباحاً - 3 صباحاً
أنه قرد ثقيل وبطيئ لكن بأوراقِ الاعتماد الأفضلِ. أقل ميل للخداع.
ولد أثناء ساعاتِ النمرِ - 3 صباحاً - 5 صباحاً
أنه قرد عنيف وقوي فكلتا الإشارات هنا واثقة بنفسها وحذرون جداً مِنْ الناسِ الآخرينِ. يريد ان يصفع المشاكل ويحطمها ولا يحلها بهدوء، لايتنازل أو يأخذ بالنصيحة.
ولد أثناء ساعاتِ الأرنبِ - 5 صباحاً - 7 صباحاً
أنه غير ملحوظ، وأقل القرود أذى للغير.
بالحذرِ وضبطِ النفس الأكثرِ فيه. يُمكنُ أَنْ يَكُونَ روحيَ تقريباً في تقديراتِه وتعاملاتِه مَع الآخرين.
ولد أثناء ساعاتِ التنينِ - 7 صباحاً - 9 صباحاً
حي الضمير جداً وطموح بشكل مضاعف. بمهارته العاليةِ الهائلةِ والخاصةِ وسياقةِ التنينَ المتقدّمةَ، هو عادة يَقُومُ بأكثر من المستطاع.
ولد أثناء ساعاتِ الأفعى - 9 صباحاً - 11 صباحاً
إذا حكمةِ الأفعى تثقل هذه التشكيلة أنه قرد بالفكرِ العظيمِ والسلطاتِ الاختراقيةِ.
ولد أثناء ساعاتِ الحصانِ - 11 صباحاً - 1 مساءً
أنه قرد ليس مثابر ولكنه داهية وسريع للغايةِ. يَلْعبُ بقواعدِه الخاصةِ عادة ويربح دائماً.
ولد أثناء ساعاتِ الخِرافِ - 1 مساءً - 3 مساءً
أنه قرد رومانسي حالم كما أن لديه العديد مِنْ الحِيَلِ. يميل لأن يَكُونَ انتهازيَ ومتَآمر، لكن لَهُ طبيعة موافقة وأكثر استسلاميةً.
ولد أثناء ساعاتِ القردِ - 3 مساءً - 5 مساءً
أنه عفريت بحق. هذه الشخصيةِ الداهيةِ جداً مُتَطَوّرةِ جداً سَتَكُونُ مؤنسة ومتفائلة بدرجة عُليا. ليس هناك أيّ شيءَ لا يَستطيعُ الإفْلات منه بدون عقاب.
ولد أثناء ساعاتِ الديكِ - 5 مساءً - 7 مساءً
قرد غير مألوف ومغامر بالتطلّعاتِ العاليةِ جداً. بكفاءةِ القردَ، ربما حتى أحلام يقظة الديكَ يُمْكِنُ أَنْ تَتحقّقَ.
ولد أثناء ساعاتِ الكلبِ - 7 مساءً - 9 مساءً
قرد عاطفي. على الأغلب يميل لِكي يَكُونَ بارد. ما زال شعبي جدّاً لأنه أبداً لا يَفْقدُ طبعه اللطيف.
ولد أثناء ساعاتِ الخنزيرِ - 9 مساءً - 11 مساءً
أنه رياضي وأقل القرود خجلاً. بحضورِ الخنزيرَ، هو ليس محتال.

## الروابط الخارجية
|                                                                                        | الأبراج الصينية (生肖)        |
| برج الفأر (鼠 شُو) – برج الثور الصيني (牛 نيو) – برج الببر (虎 هُو) – برج الأرنب (兔 تُو) |                               |
| برج التنين (龍 لونغ) – برج الثعبان (蛇 شهْ) برج الحصان (馬 مَا) – برج العنزة (羊 يانغ)   |                               |
| برج القرد (猴 هُوو) – برج الديك (鷄 جِي) – برج الكلب (狗 غُو) – برج الخنزير (猪 زُو)       |                               |
|                                                                                        | أبراج صينية \| التقويم الصيني |